# Schwarzach im Pongau
Pour les articles homonymes, voir Schwarzach.
Schwarzach im Pongau est une commune autrichienne du district de Sankt Johann im Pongau dans l'État de Salzbourg.

## Géographie
La commune se trouve dans la région historique de Pongau, à l'ouest de Sankt Johann et de Bischofshofen. Le territoire communal est situé dans la vallée de la Salzach au pied nord des Hohe Tauern, entre les communautés voisines de Sankt Veit et Goldegg.
La gare de Schwarzach-Sankt Veit est un nœud du trafic important sur la ligne de chemin de fer Salzbourg-Tyrol et la ligne du Tauern traversant les Alpes orientales centrales.

## Histoire

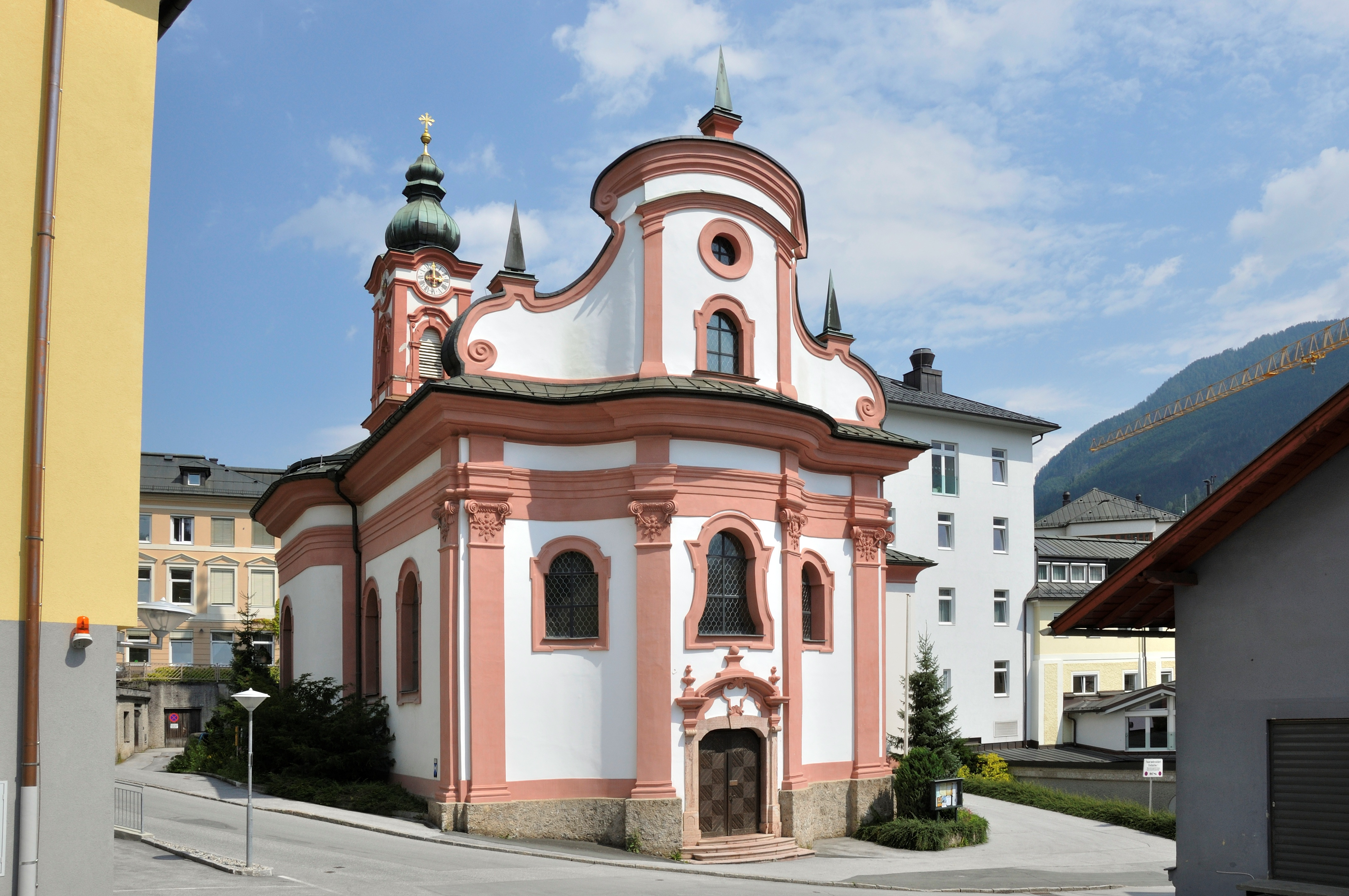
L'église paroissiale catholique.

Des fouilles archéologiques menées en 1957 ont découvert les vestiges d'une civilisation des champs d'urnes (approximativement de -1300 à -800) et de La Tène (de -480 à -280). Une sélection d'objets est intégrée à l'exposition permanente du Musée de Salzbourg.
Le lieu fut mentionné la première fois en l'an 1074. Le château de Schernberg est évoqué dans un document de 1193; Il fut le siège des ministériels au service des archevêques souverains de Salzbourg. En 1845, le domaine fut acquis par l'archevêque cardinal Frédéric-Joseph de Schwarzenberg; peu tard, il le céda aux Filles de la charité de Saint-Vincent-de-Paul en encourageant l'établissement d'un hospice qui existe encore de nos jours.
La commune actuelle n'a été séparée de Sankt Veit qu'en 1906; deux ans plus tard, elle fut formellement reconnue comme « Marché » (Marktgemeinde). L'écrivain Thomas Bernhard, dans son premier roman, Gel (1962), évoquait de manière impressionnante le paysage hivernal autour de Schwarzach.

## Personnalités notables
Schwarzach im Pongau a vu naître plusieurs sportifs évoluant au plus haut niveau, en particulier en ski : 
- Michael Gruber (né en 1979), spécialiste du combiné nordique
- Bernhard Gruber (né en 1982), spécialiste du combiné nordique
- Andrea Fischbacher (née en 1985), skieuse alpine
- Michaela Kirchgasser (née en 1985), skieuse alpine
- Stefan Kraft (né en 1993), sauteur à ski
- Giuliana Olmos (née en 1993), joueuse de tennis mexicaine
- Chiara Hölzl (née 1997), sauteuse à ski